# Массовое сознание
Ма́ссовое созна́ние — феномен, который является объектом изучения многих наук — психологии, социальной философии, социологии, политологии для того, чтобы обозначить шаблонное и деперсонализированное сознание рядовых граждан развитого индустриального общества, формирующегося под воздействием средств массовой информации и стереотипов массовой культуры, а также для обозначения одной из форм дотеоретического миропонимания, которая основана на сходном жизненном опыте людей, включенных в однотипные структуры практической деятельности и занимающих одинаковое место в социальной иерархии.
Массовое сознание характеризуется разорванностью, подвижностью, противоречивостью, резкостью и неожиданностью перемен в одних ситуациях и определёнными стереотипами в прочих ситуациях.
Зачастую термин «массовое сознание» отождествляют с термином «общественное сознание», однако, они различаются тем, что первый является неполитизированным, в отличие от второго. Также на конкретно-социологическом уровне понятие соответствует термину общественное мнение.

## История
Изучение массового сознания начинается на рубеже XVIII—XIX веков, когда возникает проблема исследования данного феномена. Первым человеком, который описывал в своих работах массовое сознание, был признанный теоретик Г. Лебон (1896 год). Основным термином для его исследований стала толпа, которую он рассматривал как некий феномен. Он появлялся при взаимодействии некоторых индивидов, причем совершенно независимо от их социального положения, национальности, профессии и прочего. Лебон писал, что в толпе возникает социально-психологическое (так же «духовное») единство массы, которое называется «душа толпы». Основные её свойство заключается в том, что она проникается определёнными чувствами, которые присущи всем, и это взаимовнушение дает «душе толпы» значительный приток энергетики, благодаря которой, в толпе абсолютно теряется самостоятельная и сознательная личность. В западной философии и социологии массовое сознание освещалось с различных позиций — неприкрыто антидемократических, которые сравнивают массы с «толпой», «чернью» (так писали Я. Буркхард, Г. Лебон, X. Ортега-и-Гассет); социально-критических, которые изучали массу как негативное порождение современных антигуманных типов обществ (наблюдается в работах Э. Фромма, Д. Рисмена, Р. Ч. Миллса, Г. Маркузе); позитивистских, которые объединяют появление масс с научно-техническим прогрессом и деятельностью современных СМИ (из работ Г. Блумера, Э. Шилза, Д. Мартиндейла). В российской науке на протяжении многих десятков лет позитивное исследование массового сознания было запрещено из-за того, что эта проблема была крайне несовместима с господствующими в обществе идеологическими установками. Однако первые работы на этот счет появились в СССР уже в 60-х годах.

## Основные характеристики и свойства
Массовое сознание чувственно, заразно, мозаично, подвижно и изменчиво, конкретно, неоднородно, бесформенно, противоречиво, размыто. Как писал 3. Фрейд в одной из своих работ: «Масса импульсивна, изменчива и возбудима. Ею почти исключительно руководит бессознательное» (Фрейд, 1969). Для массового сознания характерны следующие признаки:
1. «общий мыслительный потенциал» (размер различных знаний, которыми в принципе располагают разные массы и которые они фактически употребляют для собственной жизнедеятельности);
2. «пространственная распространенность» (мера той массы, которую он захватывает);
3. темпоральность (устойчивость или неустойчивость во времени);
4. степень связности (имеются ли противоречия чему-либо или нет);
5. управляемость;
6. уровень развития;
7. характер выраженности (по степени силы);
8. особенности используемых языковых средств (включает литературные или нелитературные компоненты).

## Слои массового сознания
Современные социологи выделяют два слоя массового сознания — обыденный и практический. Первый слой связан со стихийным отражением минимального набора повседневных, бытовых потребностей и отношений; второй слой — это сознание которое включает в себя жизненный опыт человека — его оценки, переживания, убеждения, цели, суждения. Они основываются на здравом смысле индивида, который не позволяет сознанию оторваться от действительности.
Существует действенное проявление массового сознания — массовое поведение, однако не всякое, а в основном стихийное — неорганизованное.

## Проблемы изучения массового сознания
Во-первых, существуют объективные трудности изучения массового сознания. Они связаны с его природой и качествами, которые плохо поддаются фиксации и описанию, что делает их трудноуловимыми исходя из убеждений строгих операциональных определений.
Во-вторых, есть трудности субъективного характера, которые существуют, прежде всего, в отечественной науке. Они до настоящего времени связаны с преобладанием догматизированных общественно-классовых представлений, а также недостаточной разработанностью терминологического аппарата.

## Массовое сознание сейчас
В настоящее время массовое сознание можно рассматривать с двух сторон.
С одной стороны, массовое сознание — это определённый вариант, «лицо» общественного сознания, которое может заметно проявлять себя только в бурные, динамичные периоды развития общества. В эти периоды у общества, зачастую, нет абсолютно никакого интереса что-либо исследовать. В обычные и устойчивые периоды развития массовое сознание действует на повседневном уровне. В соответствии с этой точкой зрения, проявления массового сознания носят случайный характер и играют роль признаков временного и малозначимого стихийного варианта развития.
С другой стороны, массовое сознание это, в принципе, самостоятельный феномен. В таком случае оно рассматривается как сознание определённого социального носителя (то есть, некоторой «массы»). Оно уживается в обществе наравне с сознанием классических групп. Появляется оно как отражение, переживание и понимание работающих в значимых социальных масштабах событий, в различных отношениях общих для членов различных социальных групп, оказывающихся в схожих жизненных критериях.